# Aleksander Čeferin
Aleksander Čeferin (Ljubljana, 13 oktober 1967) is een Sloveens voetbalbestuurder en voormalig advocaat.
Čeferin studeerde af aan de rechtenfaculteit van de Universiteit van Ljubljana. Hij begon met werken in het familiebedrijf, dat zich specialiseerde in de rechten van beroepsatleten en sportclubs.  Later nam hij leiding van het bedrijf  over van zijn vader. Nadien vervulde hij bestuursfuncties bij de voetbalclubs FC Litija, FC Ljubljana en Olimpija Ljubljana.
In 2011 werd Čeferin verkozen tot voorzitter van de Sloveense voetbalbond.  Op 14 september 2016 werd hij genomineerd voor het voorzitterschap van de UEFA. Hij kreeg 43 stemmen en versloeg daarmee de Nederlander Michael van Praag, die dertien stemmen kreeg. Čeferin volgde Michel Platini op als voorzitter van de UEFA.